# 熨斗区

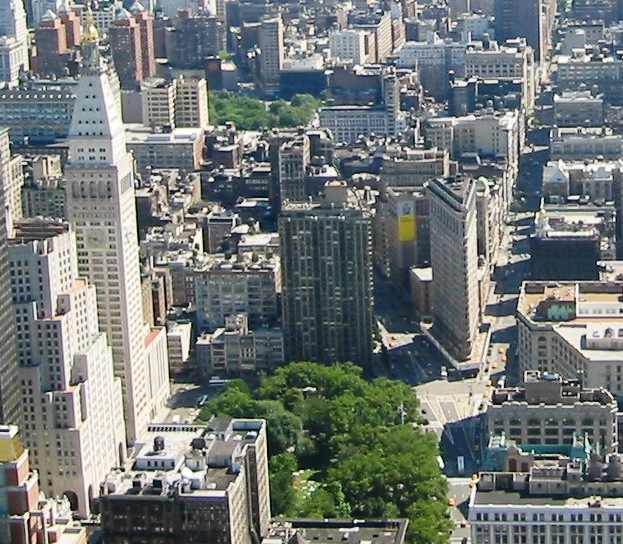
从帝国大厦看熨斗区。

熨斗区（英語：Flatiron District）是纽约市曼哈顿区的一个街区，得名于熨斗大厦，23街、百老汇和第五大道在此交汇。
熨斗区大致上南到20街、联合广场和格林威治村，西到第六大道或第七大道和切尔西，北到25街和NoMad，东北到玫瑰山。南側是聯合廣場和格林威治山。
百老汇通过该区，麦迪逊大道开始于23街，然后向北。该区的北端是麦迪逊广场公园。熨斗区包括仕女购物街区（Ladies' Mile Historic District）和罗斯福总统出生地国家历史遗址。